# Vasile Găină
Vasile Găină (n. 1868, Măzănăești, Austro-Ungaria – d. 18 august 1907, Cernăuți, Austro-Ungaria) a fost un teolog și publicist român din Bucovina.
A urmat Gimnaziul Superior Greco-Ortodox în Suceava, apoi a făcut studii teologice la Universitatea din Cernăuți (1881-1891) și a obținut doctoratul în teologie la 22 iulie 1893. Din 1893 până în 1896 a studiat cu o bursă din Fondul Religionar al Bucovinei la universitățile din Bonn, Viena, Atena și Berlin, făcând în timpul acesta călătorii prin Belgia, Olanda, Anglia, Italia și România. În anul 1896 a fost numit supleant și în 1897 examinator din teologia dogmatică la facultatea teologică a Universității din Cernăuți. În 1898 capătă "veniam legendi" la această facultate și în 1899 a fost numit profesor extraordinar.
Este socotit „părintele teologiei fundamentale la românii ortodocși”. În anul 1907 a fost ales rector al Universității din Cernăuți, însă a decedat în același an (1907).
A publicat în foaia bisericească din Cernăuți, Candela, numeroase studii. O stradă din Cernăuți i-a purtat numele în perioada interbelică.

## Opera
- Theorie der Offenbarung, ein apoologetisher Versuch. Cernăuți, 1898
- Universalitatea, ființa și originea religiunii, 1898
- Budismul și creștinismul, 1906
- Argument cosmologic și fizico-teologic sau teleologic pentru existența lui Dumnezeu. Cernăuți
- Teoria revelațiunii. Cernăuți